# Séverne (Rozdólne)
|  | Per a altres significats, vegeu «Sévernoie». |

Séverne (en (ucraïnès): Сєверне, en rus: Северное) és un poble de la República Autònoma de Crimea, a Ucraïna, que el 2014 tenia 46 habitants. Pertany al districte rural de Rozdólne.